# Zenith minisPORT
Der Zenith minisPORT war ein Laptop, den Zenith Data Systems 1989 auf den Markt brachte. Der Computer verfügte über eine Intel 80C88 CPU, die – per Software umschaltbar – mit 4,77 oder 8 MHz betrieben werden konnte. Des Weiteren hatte er 1 MB RAM, der auf 2 MB aufgerüstet werden konnte. Der minisPORT wurde mit MS-DOS betrieben, das aus dem ROM geladen wurde. Sein LCD hatte eine Auflösung von 640 × 200 Pixel. Er war einer der ersten sehr kleinen Laptops und kann als Vorläufer heutiger Subnotebooks angesehen werden.

## Ausstattung
- 2″-Diskettenlaufwerk

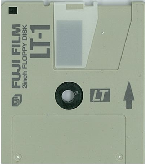
2"-LT-1-Diskette von Fujifilm für den minisPORT

- eingebaute FastLynx-Software, die sich selbst per seriellem Kabel auf einem anderen DOS-PC installieren konnte, um Dateien zwischen dem Laptop und dem PC übertragen zu können
- Die 384 kByte über dem 640 kByte großen Hauptspeicher konnten als RAM-Disk eingerichtet werden. So konnte der Laptop ohne Inanspruchnahme der Festplatte betrieben werden, um die Lebensdauer des Akkus zu erhöhen. Dies war für DOS-basierende Laptops zu dieser Zeit einmalig
- Spätere Modelle wurden mit einer 20 MByte großen Festplatte ausgeliefert

## Nachteile
- Das BIOS des Rechners wurde mit einer Batterie gepuffert. Wenn die Batterie leer war, konnte der Laptop erst wieder gebootet werden, wenn vorher die Einstellungen im BIOS wieder korrigiert worden waren
- Die 2"-Disketten waren aufgrund ihres sehr hohen Preises nicht verbreitet
- Das LC-Display war sehr kontrastarm